# 코파 메르코노르테
코파 메르코노르테(스페인어: Copa Merconorte)는 1998년부터 2001년까지 베네수엘라, 콜롬비아, 에콰도르, 페루, 볼리비아 축구 리그의 상위권 팀들이 참가하던 클럽 축구 대회이다. 남미 축구 연맹(CONMEBOL)이 주관하였으나, 나중에 북중미카리브 축구 연맹(CONCACAF) 소속인 멕시코, 미국, 코스타리카의 팀들도 참가하게 된다. 2002년에 코파 메르코수르와 함께 코파 수다메리카나로 통합되면서 폐지되었다.

## 진행 방식
1988년과 1999년에는 12개 팀이 대회에 참가했다. 각 팀은 3개 조로 나뉘어 홈 앤 어웨이 리그 방식으로 경기를 가졌고, 각 조 1위 팀과 차상위 1개 팀이 준결승에 진출했다. 준결승전과 결승전은 토너먼트 방식으로 진행되었다.
2000년과 2001년에는 16개 팀이 대회에 참가했다. 각 팀이 4개 조로 나뉘어 경기를 진행하고 각 조 우승 팀이 준결승에 진출했다. 역시 준결승전과 결승전은 토너먼트 방식으로 진행되었다.

## 역대 우승 팀
| 1998 | 아틀레티코 나시오날 | 3 - 1 / 1 - 0 종합전적 4 - 1             | 데포르티보 칼리 | 엘 나시오날   | 미요나리오스  |
| 1999 | 아메리카 데 칼리    | 1 - 2 / 1 - 0 종합전적 2 - 2 (PSO 5 - 3) | 산타페          | 알리안사 리마 | 카라카스      |
| 2000 | 아틀레티코 나시오날 | 0 - 0 / 2 - 1 종합전적 2 - 1             | 미요나리오스    | 에멜레크      | 과달라하라    |
| 2001 | 미요나리오스        | 1 - 1 / 1 - 1 종합전적 2 - 2 (PSO 3 - 1) | 에멜레크        | 네칵사        | 산토스 라구나 |

네 대회 모두 콜롬비아 팀이 우승했다.

## 같이 보기
- 코파 메르코수르
- 코파 수다메리카나

## 참고자료
- RSSSF 코파 메르코노르테 자료